# Guilty (ゲームブランド)
Guilty（ギルティ）は、株式会社ウィルプラスのアダルトゲームブランドである。

## 特徴
陵辱性の高い作品が多く、中でも綺羅光などの官能小説をシナリオの原作に用いた作品が多い。2002年から2005年の間、それらの作品向けのサブブランド「GuiltyN」を設けていた。2005年にダウンロード販売を専門に行うサブブランド「Guilty+」を設けている。
また、外界から切り離された場所が舞台となることが多い。

## 作品一覧

### Guilty
- 1996年11月1日 - 隷嬢セーラ
- 1997年3月14日 - HI・TO・MI 〜瞳〜
- 1997年7月25日 - お兄ちゃんへ
- 1997年11月7日 - 告白
- 1998年11月27日 - 美少女奴隷クラブ
- 1999年4月23日 - 淫獄の学園 〜美聖徒調教〜
- 1999年8月27日 - 隷嬢キャスター真璃子
- 2000年2月25日 - 使用済 〜CONDOM〜
- 2000年6月23日 - 電脳M奴隷・麗美
- 2000年8月25日 - 使用中 〜W.C.〜
- 2000年10月6日 - 凌辱鬼
- 2000年11月17日 - 〜美亡人〜 肉奴隷
- 2001年2月9日 - 義母
- 2001年6月29日 - 美姉妹 屈辱の部屋
- 2001年7月6日 - 暴虐学園
- 2001年11月9日 - 新任英語教師 祐美子とテニスクラブ
- 2002年7月5日 - 女教師 -肉体授業-
- 2002年12月20日 - 隷嬢キャスター2
- 2004年1月23日 - 家庭内調教
- 2004年3月26日 - 遠隔操作 〜蜜肉に埋めこまれたリモコンバイブ〜
- 2004年7月9日 - 聖奴マリア 〜白濁まみれの懺悔室〜
- 2004年12月10日 - 人妻女教師・麗香 〜乳辱の雌奴隷〜
- 2005年5月27日 - 傀儡女 -催淫病棟24時-
- 2005年10月21日 - 輪罠 〜白濁まみれの放課後〜
- 2005年12月22日 - 義母と叔母〜そして友人の母〜
- 2006年9月22日 - 虜姫 〜白濁まみれの令嬢〜
- 2006年10月27日 - 禁断 〜君は僕だけのMAIDEN〜
- 2006年12月22日 - 乙女蹂躙遊戯 〜Maiden Infringement Play〜
- 2007年3月23日 - 館熟女 〜The immoral residence〜
- 2007年11月30日 - ヘルタースケルター 〜白濁の村〜
- 2007年12月21日 - 乙女恥曝遊戯 〜Disgrace Return Play〜
- 2008年6月27日 - 輪罠II Gang-Rape
- 2008年12月26日 - 人妻喰い 〜万引きGメン恥辱日誌〜
- 2009年11月27日 - Last Waltz 〜白濁まみれの夏合宿〜
- 2011年2月25日 - 種憑け村 〜白濁神、念仏講ノ儀〜
- 2013年09月20日 - 夜這いする七人の孕女
  - 2016年3月11日 - 夜這いする七人の孕女 The Motion
- 2014年10月10日 - 夜這いする七人の孕女2
- 2015年02月20日 - 手籠めにされる九人の堕女
  - 2017年4月28日 - 手籠めにされる九人の堕女 The Motion
- 2015年6月26日 - 虜ノ旋律 〜淫らに喘ぐ処女セクステット〜
  - 2017年10月27日 - 虜ノ旋律 〜淫らに喘ぐ処女セクステット〜 The Motion
- 2015年12月18日 - 淫らに喘ぐ七人の夜這いする孕女
- 2016年6月24日 - 虜ノ鎖 〜処女たちを穢す淫らな楔〜
- 2016年9月23日 - 放課後に乱れる姉教師と隣の部屋で喘ぐ妹 〜恋人になった女の子が、知り合いの嫌な男に寝取られる〜
- 2016年12月22日 - 月明りに悶える孕女
- 2017年6月23日 - 虜ノ雫 〜夏の豪華客船で穢される処女たち〜
- 2017年10月27日 - 虜ノ旋律 ～淫らに喘ぐ処女セクステット～ The Motion
- 2017年12月22日 - 夏夜に悶える七人の誘女
- 2018年5月25日 - 虜ノ歪 ～音大卒の元歌姫が響かせる淫らな啼き声～
- 2018年9月28日 - 虜ノ鎖 ～処女たちを穢す淫らな楔～ The Motion
- 2018年12月14日 - 俺の上であがく六人の伽女
- 2018年12月14日 - 虜ノ旋律 -Refrain- 調律される処女たちと女教師
- 2019年10月23日 - 虜ノ旋律 -refrain- if
- 2019年12月20日 - 孕女 ～精子を欲しがる淫らな教え子～
- 2020年6月26日 - 虜ノ絆 ～奪われた学園に響く処女の喘ぎ～
- 2021年6月25日 - 虜ノ姉妹 ～淫らに弄ばれる運命の迷い子～
- 2022年6月24日 - 虜ノ翼 ～舞台裏で淫らに踊る処女人形～[3]
- 2023年6月30日 - 虜ノ誓 ～仲間のために身体を賭ける処女の仁義～
- 2023年6月30日 - 虜ノ契 ～家族のために身体を捧げる姉と妹～ Re:
- 2024年6月28日 - 虜ノ麗 ～男の園に紛れこんだ一輪の紅い花～
- 2024年12月27日 - 虜ノ旋律 -refrain- if アイナの章
- 2025年3月21日 - 俺だけに傅く孕メイドたち ～精子を貪る五人の欲心女～
- 2025年6月27日 - 虜ノ焔 ～淫欲の炎に満ちた地下闘技場～

### GuiltyN
- 2002年4月5日 - 女教師・二十三歳
- 2002年7月19日 - 僕のあたらしい先生
- 2002年9月13日 - 女教師・裕美の放課後
- 2002年11月8日 - 女教師・牝奴隷
- 2002年12月20日 - 凌辱女子学園
- 2004年2月13日 - 女教師・恥辱の旋律
- 2004年8月27日 - 美畜!
- 2005年6月24日 - 青の獣愛

### Guilty+
（日付はダウンロード販売開始日・★は3D作品）
- 2005年12月22日 - 人妻OL 〜恥辱の業務命令〜
- 2005年12月22日 - ランジェリーメーカー★
- 2006年3月10日 - 親戚の小母さん 〜離れの熟女、本家の後妻〜
- 2006年3月31日 - おもちゃの先生 那波みどり★
- 2006年8月4日 - クラスメイトのお母さん 〜Immoral Teacher〜
- 2006年12月29日 - 熟母喰い 〜元グラドルのお母さん〜
  - 2010年8月27日 - 熟母喰い The Motion 〜元グラドルのお母さん〜
- 2007年3月30日 - 放課後の保健医 〜姉・汁辱〜
- 2007年6月22日 - 癒しん母 〜世界で一番好きなひと〜
  - 2010年2月26日 - 癒しん母 The Motion 〜世界で一番好きなひと〜
- 2007年7月13日 - 痴漢電車男 〜伝説のターゲット〜★
- 2007年12月21日 - 学食のおばさん 〜母さんの汁の味〜
  - 2011年2月25日 - 学食のおばさん The Motion 〜母さんの汁の味〜
- 2008年2月29日 - 鬼畜中出し水泳部 〜キャプテン氷川美玲・汁辱〜
- 2008年5月30日 - 痴漢電車男2 〜伝説へのライナー〜★
- 2008年7月18日 - 横恋母 〜Immoral Mother〜
- 2008年12月19日 - 新妻と誘拐犯 〜寝取り孕ませ計画〜
- 2009年2月27日 - 同僚の奥さん 〜ネトリ妻、ネトラレ妻〜
- 2009年5月1日 - 痴漢サークル 〜快感ラッシュアワー・接触篇〜
- 2009年6月26日 - 痴漢サークル2 〜猥褻エクスプレス・発動篇〜
- 2009年7月10日 - 痴漢電車男外伝 〜伝説へのチェイサー〜★
- 2009年8月28日 - 痴漢サークル3 〜人妻ダイヤグラム・完結篇〜
- 2009年9月18日 - RIN×SEN 〜白濁女教師と野郎ども〜
- 2010年3月26日 - 馴染みのオバちゃん 〜バツイチ熟女と淫乱未亡人〜
- 2010年4月30日 - 団地ワイフ 〜人妻ヌードモデルの献身〜
- 2010年7月30日 - Ran→Sem 〜白濁デルモ妻のミイラ捕り〜

### GuiltyeX
- 2012年1月27日 - Wanna. SpartanSex Spermax!!!
- 2012年5月25日 - 床屋のおばちゃん 丘の上のバーバー
- 2012年12月14日 - 虜ノ契 〜家族のために身体を差し出す姉と妹〜
  - 2015年5月22日 - 虜ノ契 The Motion

### Guilty×material
- 2014年4月25日 - 姉を助けるため残された姉妹を穢す背徳の日々

### Guilty Nightmare Project
- 2020年2月28日 - Nightmare×Sisters ～淫獄のサクリファイス～
- 2020年11月27日 - Nightmare×Onmyoji ～禁断のパラドックス～
- 2021年2月26日 - Nightmare×vampire ～復讐のインフェルノ～
- 2021年6月25日 - Nightmare×sisters The Motion
- 2021年6月25日 - Nightmare×Onmyoji The Motion
- 2021年10月29日 - Nightmare×vampire 〜復讐のインフェルノ〜 The Motion
- 2021年12月24日 - Nightmare×Deathscythe ～叛逆のレゾナンス～
- 2022年11月25日 - Nightmare×NobleBlood ～裏切りのアビス～
- 2023年12月22日 - Nightmare×Maverick ～災厄のレヴェナント～
- 2024年4月26日 - Nightmare×NobleBlood ～裏切りのアビス～ The Motion
- 2024年12月27日 - Nightmare×Maverick ～災厄のレヴェナント～ The Motion
- 2025年発売予定 - Nightmare×sisters Ω ～終末のレクイエム～

### Guilty'Dash
- 2021年12月24日 - 横恋慕 -人妻のヒメゴト‐
- 2022年1月28日 - 家貞教員 -先生のエッチなごほうび-
- 2022年1月28日 - 単身不倫 -寝取られたら寝取り返すバイ返し‐
- 2022年2月25日 - 家庭教淫 ～授業料はカラダで～
- 2022年3月25日 - 女体でもてなす接待旅館
- 2022年10月28日 - アイドルのナマ配信
- 2022年11月25日 - 俺と幼なじみの果てしないエッチバトル
- 2022年12月23日 - Spoofing -莉帆のなりすまし調査-
- 2023年4月28日 - カノジョの性癖 -盗聴×妄想-
- 2024年2月22日 - ビギナーズクイーン ～ジュンが良嬢になるまでの成長記録～
- 2025年5月30日 - 女体を貪る接待旅館

## 主なスタッフ
原画
- 真木八尋
- 紅葉-K（旧名：紅葉蛍）
- 椋木尋

シナリオライター
- 錆縞亭猫丸
- 乃美糸
- 綺羅光（原作者、官能作家）
- 北都凛（官能作家、原作だけでなくシナリオも手がける）